# Чумаевский сельсовет
Чумаевский сельсовет — сельское поселение в Камешкирском районе Пензенской области Российской Федерации.
Административный центр — село Чумаево.

## История
Статус и границы сельского поселения установлены Законом Пензенской области от 2 ноября 2004 года № 690-ЗПО «О границах муниципальных образований Пензенской области».

## Население
| 2002 | 2010 | 2012 | 2013 | 2014 | 2015 | 2016 |
| ---- | ---- | ---- | ---- | ---- | ---- | ---- |
| 981  | ↘819 | ↘772 | ↘749 | ↘736 | ↘711 | ↘695 |
| 2017 | 2018 | 2021 |      |      |      |      |
| ↘671 | ↘661 | ↘524 |      |      |      |      |

## Состав сельского поселения
| № | Населённый пункт | Тип населённого пункта       | Население |
| - | ---------------- | ---------------------------- | --------- |
| 1 | Тарасовка        | деревня                      | 55        |
| 2 | Чумаево          | село, административный центр | ↘764      |